# گل‌پرنده سبز
گل‌پرنده سبز (نام علمی: Crotalaria cunninghamii) نام یک گونه از سرده نخود شنی است.